# Gauliga Hessen
La Gauliga Hessen era la principale manifestazione calcistica nell'Assia e nella provincia d'Assia-Nassau fra il 1933 ed il 1945.

## Storia
La lega venne introdotta ne 1933 in occasione della riforma del sistema calcistico tedesco. Fu fondata con dieci club che si sfidavano in un girone all'italiana: il vincitore si qualificava per il campionato nazionale tedesco, mentre le ultime due classificate retrocedevano. Nella stagione 1939-1940 il campionato era invece formato da due gironi da sei squadre che fu poi riunificato, mentre nella stagione 1944-1945 le squadre furono divise in tre gruppi; questa fu anche l'ultima edizione del torneo. Nel dopoguerra le squadre aderirono all'Oberliga Süd.

## Vincitori e piazzati della Gauliga Hessen
Di seguito vengono riportati il vincitore e il piazzato del campionato:
| Stagione | Vincitore                    | Secondo posto      |
| 1933-34  | Borussia Fulda               | Friedberg          |
| 1934-35  | Hanau                        | Borussia Fulda     |
| 1935-36  | Hanau                        | Borussia Fulda     |
| 1936-37  | SV 06 Kassel                 | SG Hessen Hersfeld |
| 1937-38  | Hanau                        | CSC 03 Kassel      |
| 1938-39  | CSC 03 Kassel                | Hanau              |
| 1939-40  | CSC 03 Kassel                | Hanau              |
| 1940-41  | Borussia Fulda               | BC Sport Kassel    |
| 1941-42  | Borussia Fulda               | Kurhessen Kassel   |
| 1942-43  | SV 06 Kassel                 | VfL Marburg        |
| 1943-44  | Reichsbahn SG Borussia Fulda | SV Niederzwehren   |